# Макеева, Валерия Зороастровна
Мона́хиня Вале́рия (в миру Вале́рия Зороа́стровна Маке́ева; 1929, Новочеркасск, Ростовская область — 2007, Москва, Российская Федерация) — советский диссидент, участница религиозного самиздата, узница карательной психиатрии в СССР, монахиня Русской православной церкви.

## Биография
Родилась в 1929 году в Новочеркасске в семье геологов, с 1939 года жила с родителями в Москве, в 1944 году стала монахиней в Свято-Михайловском монастыре в Одессе, затем переехала в Богородице-Рождественский Речульский монастырь в Молдавии, а далее, в конце 1950-х годов, — в один из монастырей Житомирской области Украины.
Первый опыт подпольного печатания и фотокопирования Макеева приобретает в монастыре, где осваивает технику изготовления фотокопий икон, так как традиционное написание икон в СССР прекратилось, а мастерские Московской патриархии, занимавшиеся на профессиональном уровне изготовлением печатных икон по различным технологиям, были ограничены в своем ассортименте и в количестве изделий, в то время как спрос на иконы, особенно среди сельского населения Украины, оставался высоким.
Начиная с 1959 года, совместно с другими монахинями Макеева участвует в подпольном печатании листовок религиозного содержания, адресованных местному населению с призывом защищать святые места, церкви и монастыри. Событием, которое побудило к этому действию, была попытка властей закрыть монастыри в Кременце и Почаеве на Западной Украине. Следующее событие – это закрытие Киево-Печерской лавры, здесь также в народной среде распространялись листовки, в их изготовлении также была задействована Макеева.
Далее, переехав Москву, Макеева в 1960—70-е годы занимается подпольным изготовлением православных молитвенников, других книг и предметов религиозного культа, для этой цели она организовывает кустарное производство на своей даче в Подмосковье, за что неоднократно преследуется.
В 1968 году последовал первый арест Макеевой, затем она многократно подвергалась психиатрическим экспертизам, в результате которой её признавали невменяемой; содержалась в Московской областной психиатрической больнице № 2 имени Яковенко  в Мещерской и в Казанской спецбольнице.
Двоюродный брат Макеевой Виктор Николаевич Чеверёв инициировал защиту и ходатайство против репрессий монахини, он автор заявления на имя генерального секретаря Всемирной психиатрической ассоциации от 24.02.1979, писал в «Информационный бюллетень» № 16 Рабочей комиссии по расследованию использования психиатрии в политических целях, от 30.4.1979, обращался к женским и общественным организациям мира» в защиту женщин — узниц совести в СССР, организовал «Христианский комитет защиты Макеевой».
Монахиня Валерия скончалась в 2007 году.